# 清水修二
清水 修二（しみず しゅうじ、1948年12月13日 - ）は、日本の経済学者（財政学・地方財政論）。福島大学副学長。

## 来歴
東京都出身。1973年、京都大学文学部史学科卒業。1975年、同大学経済学部経済政策学科卒業。1980年、京都大学大学院経済学研究科博士課程単位取得満期退学。経済学修士。1980年、福島大学経済学部赴任、現在、同大学副学長、経済経営学類教授。
地方財政論の視点から、長年、原発立地問題に取り組む。

## 主な著書

### 単著
- 『NIMBYシンドローム考－迷惑施設の政治と経済－』（東京新聞出版局、1999年）
- 『原発になお地域の未来を託せるか-福島原発事故 利益誘導システムの破綻と地域再生への道-』（自治体研究社、2011年）
- 『差別としての原子力［新装版］』（リベルタ出版、2011年）※初版は1994年
- 『原発とは結局なんだったのか』（東京新聞出版局、2012年）ISBN 4808309653

### 共著・編著
- 『地域力再生-人が人らしく生きられる地域に-』（北土社、2009年）
- 『あすの地域論-「自治と人権の地域づくり」のために-』（八朔社、2008年）
- 『臨界被曝の衝撃-いまあらためて問う原子力-』（リベルタ出版、2000年）